# Промисловість Башкортостану
Промисловість Башкортостану — галузь економіки в Республіці Башкортостан (РБ). Промисловість РБ знаходиться у веденні Міністерства промисловості та інноваційної політики Республіки Башкортостан.

## Історія
Виникнення та розвиток промисловості в Республіці Башкортостан обумовлений наявністю в республіці природних і людських ресурсів та розташуванням. У надрах республіки є родовища нафти, газу, вугілля, залізної руди, золота, міді та інші природні ресурси.
Освоєння природних ресурсів на території РБ почалось із залізної доби. Будівництво гірничих заводів почалося у XVIII столітті. У 1700 році тут був заснований перший гірський завод (Каменський). У ХІХ столітті в республіці діяли шкіряні, суконні, цегляні, миловарні, свічкові, клейові, воскобійні, маслоробні, винокурні підприємства.
У роки Громадянської війни промисловість Башкортостану, і без того слабка, понесла значні втрати. Колчаковці вивозили промислове обладнання, верстати, транспорт, запаси міді, затопили шахти, рудники, підірвали та спалили підприємства. Був підірваний залізничний міст через річку Біла неподалік міста Уфи. До кінця Громадянської війни простоювали 810 борошномельно-круп'яних, 87 із 116 шкіряних підприємств, а також винні та лісопильні заводи.
У 20-ті роки промисловість Башкирської АРСР була представлена в основному галузями, які були пов'язані з переробкою сільськогосподарської продукції (винні, шкіряні, борошномельно-круп'яні підприємства) і кустарною промисловістю (транспортні засоби, тара, товари побуту). У ці роки відбувалося відновлення зруйнованого виробництва.
У 30-ті — на початку 40-х років XX століття була прийнята постанова «Про розвиток промисловості Башкирської АРСР» (1930). Були відкриті великі родовища нафти (Азнаєвське нафтове родовище, Ішимбайське родовище, Югомашевське нафтове родовище, Серафимовське нафтове родовище та інші). Розвиток промисловості був спонукальним мотивом для будівництва в республіці доріг. Так для освоєння Ішимбайського нафтового родовища в 1934 році була побудована залізниця Уфа — Ішимбай, яка пізніше була продовжена до Салавата та далі для забезпечення будівництва Салаватського нафтохімічного комбінату.
У довоєнні роки індустріалізації в Башкирській АРСР для переробки нафти були побудовані Ішимбайський нафтоперегонний завод, закладений Уфимський крекінг-завод, нафтопровід Ішимбай — Уфа. Для постачання підприємств електроенергією побудовані Уфимська ЦЕС, Ишимбайська ЦЕС, Уфимська ТЕЦ № 1, Уфимська ТЕЦ № 2 та інші. Прийняті заходи щодо розвитку промисловості в БАРСР зробили багатогалузеву промисловість республіки важливою військово-промисловою базою СРСР.
У роки Німецько-радянської війни, в республіку були евакуйовано близько 200 підприємств (36 в Уфу) із інших районів СРСР. Основною продукцією підприємств було паливо, снаряди, зброя, одяг.
У роки Радянської влади розвиток промисловості в БАРСР проходив у відповідності з рішеннями партії, постановами її пленумів (хімізація народного господарства) із п'ятирічним і семирічним терміном у відповідності з потребами держави та республіки. Оголошувалися Всесоюзним ударним комсомольським будівництвом будівництво комбінату № 18 в місті Салаваті, створення Шкаповського нафтоносного району.
Після розпаду СРСР відбувався спад у промисловості республіки. Перехід до капіталізму в республіці супроводжувався заволодінням державних підприємств ефективними менеджерами та впливом на галузі регулярно повторюваними кризами (1998, 2008, 2015).
У 2015 році індекс промислового виробництва в РБ склав 101,0 %, тобто 7-ме місце серед регіонів Приволзького федерального округу. У даний час промислові підприємства РБ формують 40 % ВРП, 25 % робочих місць. Обсяг відвантаженої продукції по республіці за 2014 рік склав 1,8 трильйона рублів, включаючи промисловий комплекс — 1,2 трильйона рублів.

## Розміщення
Велика частина промисловості на території РБ розташована в центральному економічному підрайоні (Уфа), південному економічному підрайоні (Славута, Стерлітамак, Ішимбай, Кумертау).

## Галузі промисловості

### Золотодобувна промисловість
Золотоносні родовища відкриті в Учалинському районі РБ у XVIII столітті. Із XIX століття ведеться видобуток металу в Абзеліловському, Хайбуллінському та Баймацькому районах РБ. У даний час в республіці розробляються родовища золота в магматичних родовищах, до яких відносяться Тубінське, Бакртау, Міндякське родовища. Золото також зустрічається у мідних рудах і річкових розсипах.
До золотодобувниї підприємств, що працюють в РБ відносяться «Башкиргеологія», ТОВ «Золота долина», ТОВ «Альтінвест», ТОВ «Аурит», ЗАТ «Башкирська золотодобувна компанія» (Учали), ТОВ «Семенівський рудник», ТОВ «Єкатеринбурзька промислова група» та інші.
За рік у РБ видобувається 9358 кг золота (2009). Шліхове золото та золотовмісні шлами переробляються в Рязанській області на Приокському заводі кольорових металів.

### Гірничодобувна промисловість
Розвиток гірничодобувної промисловості пов'язаний з наявністю в гірських районах РБ покладів корисних копалин.
Наукові дослідження на наявність природних багатств республіки зроблені вченими П. І. Ричковим, І. І. Лепьохіним, Р. Г. Ігнатьєвим, С. Г. Рибаковим, А. М. Заварицьким, О. Є. Ферсманом та іншими.
Гірничодобувна промисловість представлена підприємствами з видобутку вугілля: «Башкирвугілля», «Южуралнедра»; кольорових металів: ВАТ «Учалинський ГЗК», ВАТ «Башкирський мідно-сірчаний комбінат», ЗАТ «Бурібаєвський ГЗК», ТОВ «Башкирська мідь», ВАТ «Хайбуллинська гірська компанія», ВАТ «Башкирське шахтопрохідне управління»; заліза: ВАТ «Бєлорєцький металургійний комбінат», ВАТ «Бєлсталь», ТОВ «Туканський рудник», ТОВ «Башкирська гірничо-рудна компанія», ВАТ "Гірська компанія «Суран», ТОВ "Гірничодобувна компанія «Восток», ТОВ "Гірничодобувна компанія «Хром»; «Башкиравтодор»; золота: ЗАТ «Башкирська золотодобувна компанія»; будівельних матеріалів: ВАТ «Уральські камені», ВАТ «Камені Уралу» та інші; вапняку та кам'яної солі: ВАТ «Сода» та інші.

### Легка промисловість
У РБ працюють текстильні, швейні, шкіряні, хутряні та взуттєві підприємства.
Найбільшими підприємствами є Уфимська взуттєва фабрика ім. К. Є. Ворошилова, Уфимська швейна фабрика ім. 8 Березня, Бірська швейна фабрика, Давлекановська взуттєва фабрика, Уфимська трикотажна фабрика, Октябрська швейна фабрика, Стерлітамацька швейна фабрика та інші.

### Лісозаготівля
Ліси в Башкортостані займають значну територію — близько 6,3 млн га, тобто близько 40 % території. Лісними районами республіки є Бєлорєцький, Гафурійський, Дуванський, Зіанчуринський, Зілаїрський та Нурімановський. Наявність лісів і проведення робіт щодо їх збільшення та відновлення дозволяють виробляти в республіці лісозаготівлі.
Спочатку в Башкортостані заготовляли ліс на дрова. Лісозаготівлі проводилися в лісових районах республіки — Бєлорєцькому, Гафурійському, Зілаїрському, Караідельському, Нурімановському районах. Вирубка лісу супроводжувалася і лісонасадженням. Колоди сплавляли по великих річках республіки. Вздовж берегів річок розташовувалися і деревообробні підприємства.
Підприємства по заготівлі лісу в РБ входили в структуру Головного управління лісозаготівель і сплаву східних районів лісової промисловості СРСР.
У даний час заготівля лісу ведеться для виробництва деревостружкових плит, дров, столярних виробів.

### Машинобудування

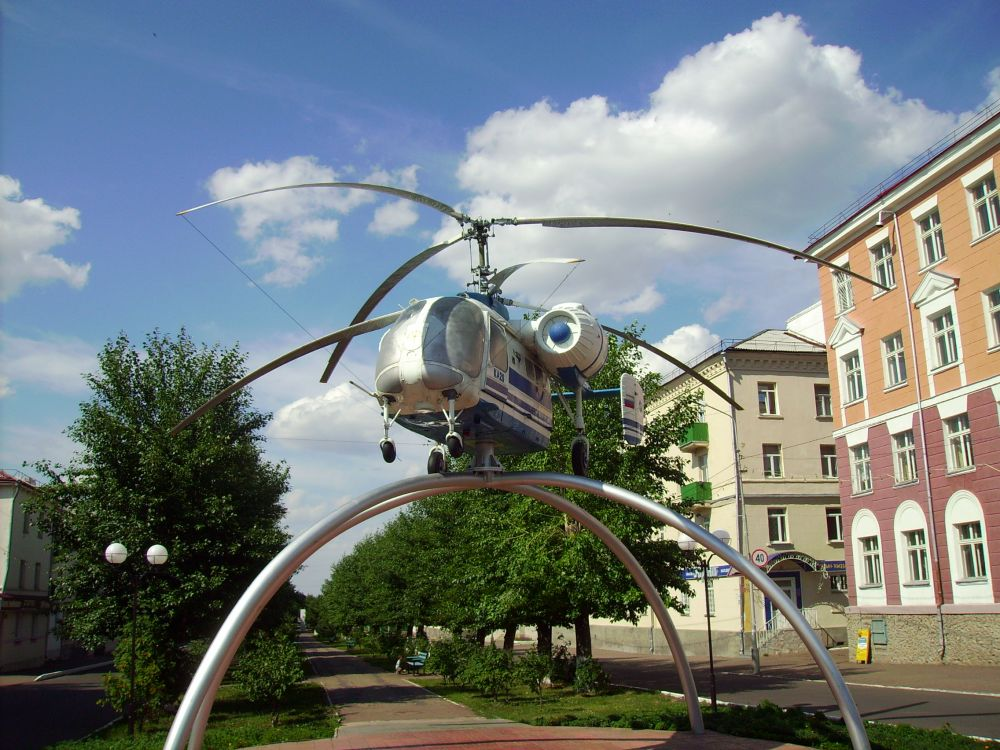
Виробництво цивільних і військових вертольотів КБ імені Камова в Кумертау

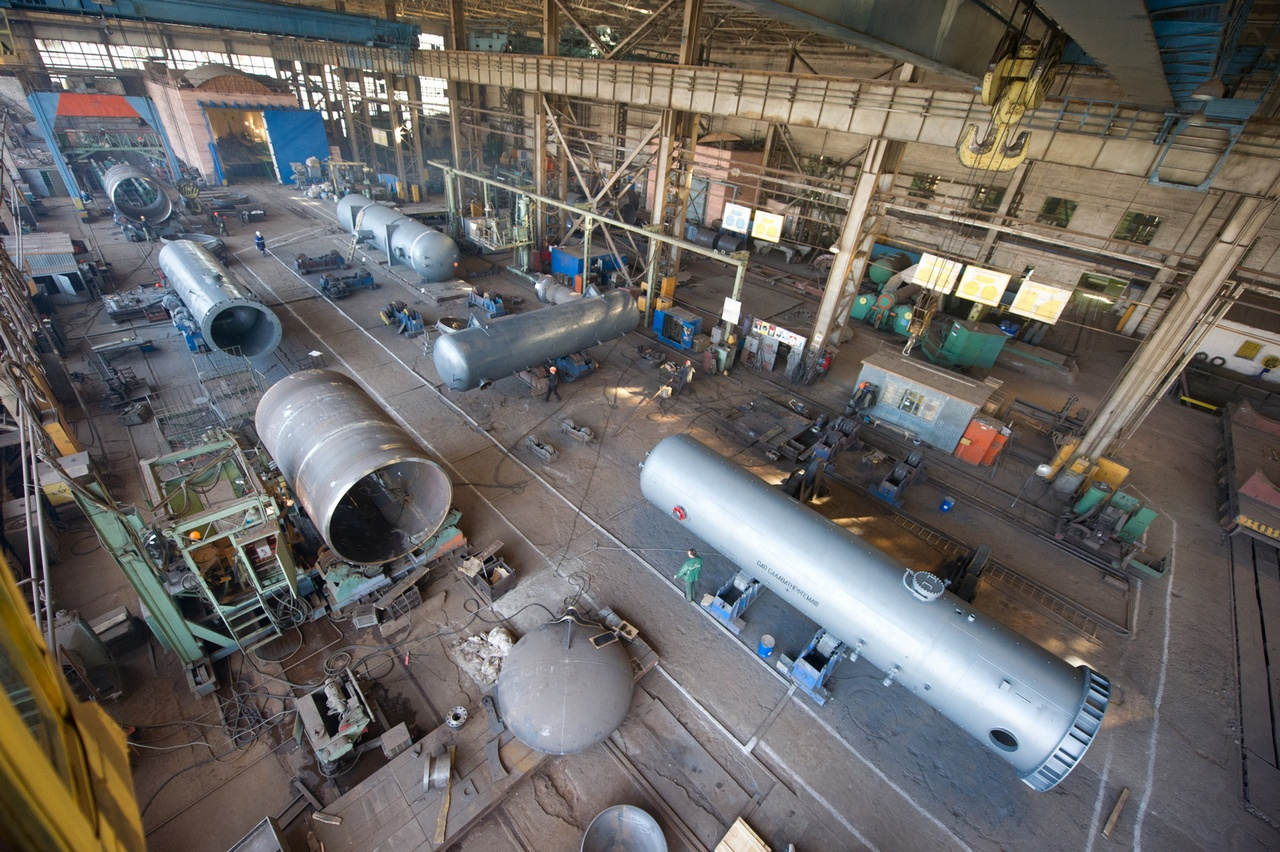
Салаватнафтомаш

На початку XX століття на території РБ працювало близько 600 підприємств, що займалися виробництвом і ремонтом сільськогосподарської техніки.
В даний час у республіці налічується близько 300 підприємств галузі.
Найбільшими підприємствами є Уфимське моторобудівне виробниче об'єднання, Кумертауське авіаційне виробниче підприємство, Ішимбайський завод транспортного машинобудування по виробництву наземних транспортних засобів високої прохідності, Підприємство з розробки та виробництва комплектуючих виробів і агрегатів для авіації, Салаватнафтомаш, Уфимський тепловозоремонтний завод, Туймазинський завод автобетоновозів тощо.
Машинобудівний комплекс республіки випускає продукцію для нафтопереробних заводів, нафтоналивні цистерни, всюдиходи (ВАТ "Машинобудівна компанія «Витязь»), двигуни для ракет і літаків (Уфимське моторобудівне виробниче об'єднання), тролейбуси (ВАТ «Башкирський тролейбусний завод»), автобетоновози (ВАТ «Туймазинський завод автобетоновозів»), вертольоти (Федеральне державне унітарне підприємство «Кумертауське авіаційне виробниче підприємство»), запчастини для автомобілів, насоси (Белебеївський машинобудівний завод), нафтопромислове обладнання (ВАТ «Озна» Октябрський завод нафтової апаратури, ВАТ Баймацький машинобудівний завод ім. Ш. Худайбердіна) тощо.

### Медична промисловість
На початку XX століття виробництвом ліків на території республіки займалися в основному аптеки.
В даний час у РБ ліки випускають на підприємствах: «Імунопрепарат», «Фармстандарт — Уфимський вітамінний завод», медичну техніку — на ВАТ «Туймазистекло», Уфимському заводі металевих і пластмасових виробів, Уфимському протезно-ортопедичному підприємстві. Малі підприємства виготовляють ортопедичне взуття, протези, контактні лінзи, харчові добавки.

### Металургія
У РБ працюють підприємства чорної та кольорової металургії: Башкирський мідно-сірчаний комбінат, Бєлорєцький металургійний комбінат, Бурібаєвський гірничо-збагачувальний комбінат, Учалинський гірничо-збагачувальний комбінат та інші.
Розвитку металургії сприяли поширені в РБ поклади залізних руд. Найбільшими родовищами є Зігазино-Комаровське, Тукановське. Видобута на них руда перевозиться на Бєлорєцький металургійний комбінат.
Марганцеві руди залягають у відкладеннях Архангельського, Дуванського районів РБ. Тут економічно доцільна розробка Улу-Телякського родовища. На Східному схилі руди марганцю відомі в девонських відкладах Учалинського, Абзеліловського, Баймацького, Хайбуллінського районів. Великим родовищем марганцю в Учалинському районі з вмістом металу близько 25 % є Кожаєвське. В Абзеліловському районі — Ніязгуловське родовище, в Баймацькому — Губайдуллінське.
У Башкортостані близько 100 родовищ хромітових руд. Великі родовища міді — Маканське, Сібайське, Учалинське, Ювілейне, Октябрське. Руди з наявністю алюмінію — боксити, що залягають у Салаватському районі РБ (Кукшикська група).

### Нафтохімічна промисловість

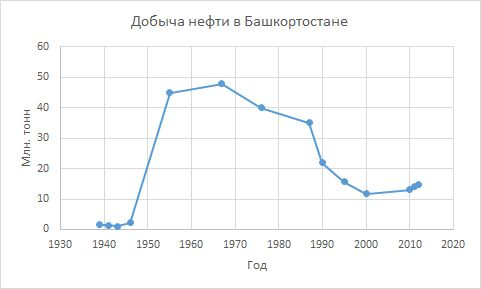
Рівень видобутку нафти в Башкортостані

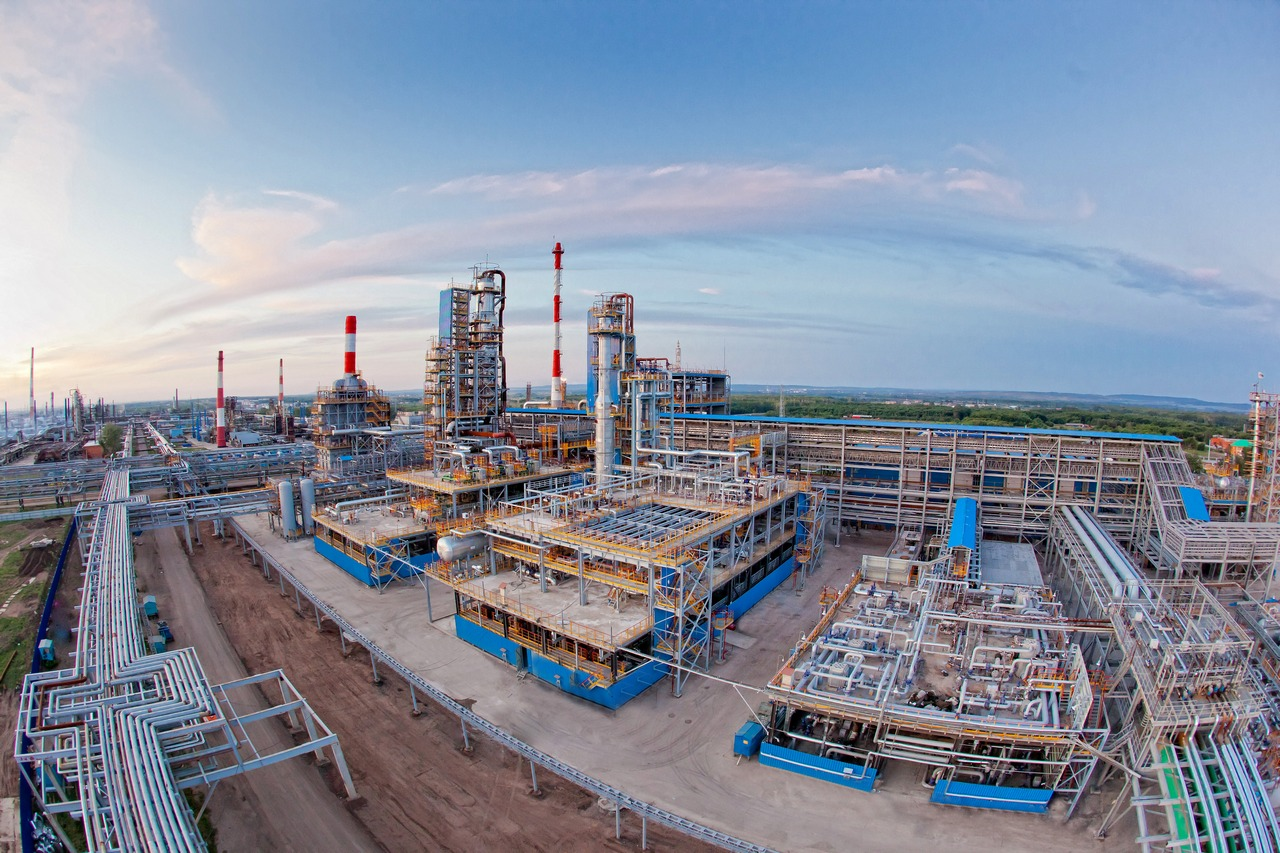
Газпром нафтохім Салават

Найбільшими підприємствами нафтохімічної промисловості РБ є ВАТ Газпром нафтохім Салават, Стерлітамацьке об'єднання «Каустик», «Сода» та «Авангард», Стерлітамацький завод синтетичного каучуку «Хімпром», Уфимський завод еластомерних матеріалів, виробів і конструкцій, Мелеузівське виробниче об'єднання «Міндобрива», Туймазинський завод технічного вуглецю, «Башнєфть-УНПЗ» та інші.
Підприємствами нафтохімічної промисловості здійснюється випуск широкого спектра продукції — від ракетного палива та мінеральних добрив до бензину й гасу.

### Харчова промисловість
Продукцією харчової промисловості РБ є переробка та виготовлення рибних, м'ясних, молочних і хлібобулочних виробів, винно-горілчана продукція. Розвиток сільського господарства республіки дозволяє працювати галузі з власною сировиною.
Великими підприємствами є «Башспирт», «Уфамолагропром», Уфимський м'ясоконсервний комбінат та інші.
На підприємствах Башкортостану виробляються ковбасні вироби (м'ясний комбінат «Сава»), горілка та лікеро-горілчані вироби (ВАТ «Башспирт»), цукровий пісок, вершкове масло, сири, згущене молоко (ТОВ «Карламанський цукор»).

### Поліграфія
Поліграфічна промисловість виготовляє друковану продукцію, включаючи книги, газети, бланки, календарі, папки, блокноти, тощо.
У республіці працюють близько 140 підприємств галузі, включаючи видавництво «Белая река», Уфимський поліграфкомбінат.

### Скляна і фарфоро-фаянсова промисловість
До революції в Башкортостані працювали Маріїнський, Зінов'євський, Богоявленський скляні заводи.
У 60‑ті роки XX століття в БАРСР були побудовані Октябрьський завод керамічної плитки й фарфорових виробів, «Салаватстекло», у 70‑ті — Туймазинський фарфоровий завод, «Салаватський оптико-механічний завод».
Нині в галузі працює 13 підприємств. Найбільшими є Салаватстекло й «Туймазистекло». На підприємствах виготовляється листове скло, рідке скло, сонцезахисне скло, склотара, автоскло, кулестійке скло. Підприємства працюють на місцевій сировині.

### Хімічна промисловість
У хімічній промисловості РБ працюють 185 підприємств, включаючи «Каустик», «Поліеф», «Салаватнафтооргсинтез», «Синтез‑Каучук», «Сода», Стерлітамацький нафтохімічний завод, «Уфаоргсинтез».
У галузі виготовляється кальцинована сода, ізобутилові та бутилові спирти, поліпропілен, терефталева кислота, поліетилентерефталат тощо.

### Целюлозно-паперова промисловість
У целюлозно-паперовій галузі промисловості РБ працюють ТОВ «Картонно-паперовий комбінат», ТОВ «Картон та Упаковка» та інші. Всього 9 підприємств. Основною продукцією є картон, паперова упаковка.

### Будівельні матеріали
Розвиток галузі пов'язаний з наявністю в республіці корисних копалин — вапняків, піску, глини, гальки, гіпсу, мармуру.
На місцевій сировині працюють в республіці заводи з виробництва залізо-бетонних виробів для будівництва (ТОВ «Промтехбуд», ВАТ «Уфимський залізобетонний Завод-1», ВАТ «Уфимський Залізобетонний завод-2», ТОВ «Стерлітамацький ЗБЗ-2» тощо); цегельні заводи (ТОВ «Башкирський блок», ВАТ «ГлавБашСтрой», ТОВ «ДСК КПД» та інші.).
У гірських районах Башкортостану є поклади виробних каменів: порфірів, серпентинітів, кварцитів, нефритів, родонітів, азуритів, малахіту, водоростевих вапняків, яшми (серед них «пейзажні» яшми). У Башкортостані відомі пейзажні яшми з назвами: Аушкульська, Калканська, Наурузовська, Мулдакаєвська, Сафаровська, Уразовська, що зустрічаються на родовищах Учалинського, Абзеліловського та Баймацького районів РБ. Місцевим виробним камінням викладені зали Палацу культури нафтовиків та інші громадські будівлі РБ.
У 2009 році в РБ запущено виробництво керамічної плитки на уфимському заводі Lasselsberger.

## Навчальні заклади

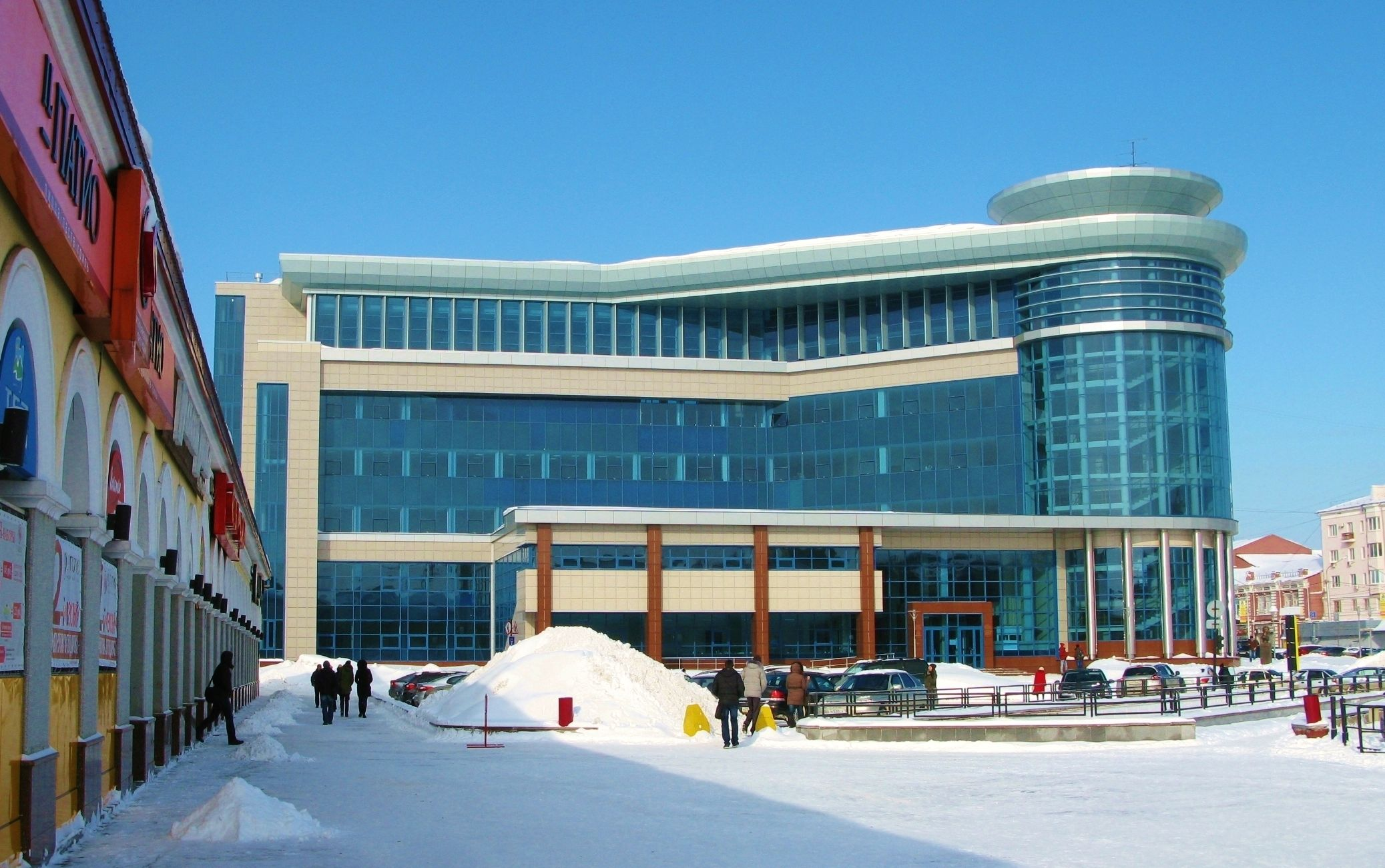
Корпус Уфимського державного авіаційного технічного університету

У РБ проводиться підготовка кадрів для промисловості республіки:
- у вищих навчальних закладах — Башкирський державний університет (БашДУ), Уфимський державний авіаційний технічний університет (УДАТУ), Уфимський державний нафтовий технічний університет (УДНТУ).
- у коледжах, технікумах та училищах — Башкирський економіко-юридичний технікум, Салаватський індустріальний коледж, Бєлорєцький металургічний коледж, Учалинський гірничо-металургійний коледж, Професійне училище № 19 у місті Салаваті та інші.